# Mehrabān
Mehrabān (persiska: مهربان, مِهرِوان, مِهرَوان) är en ort i Iran.   Den ligger i provinsen Östazarbaijan, i den nordvästra delen av landet, 500 km nordväst om huvudstaden Teheran. Mehrabān ligger 1 600 meter över havet och antalet invånare är 6 000.
Terrängen runt Mehrabān är platt åt sydväst, men åt nordost är den kuperad.Runt Mehrabān är det ganska glesbefolkat, med 35 invånare per kvadratkilometer. Närmaste större samhälle är Herīs, 18,6 km norr om Mehrabān. Trakten runt Mehrabān består i huvudsak av gräsmarker.